# Сан-Хосе-дель-Монте
Сан-Хосе-дель-Монте — город в провинции Булакан, Филиппины. Население — 439 090 чел. (по данным 2007 года). Входит в состав агломерации Манилы. Разделён на 59 районов — барангаев.

## История
Город был основан в 1752 году испанскими властями, будучи выделенным из состава города Мейкауайана. В 1845 году Сан-Хосе-дель-Монте был выделен в отдельный приход.
В конце XIX века город стал ареной вооружённой борьбы повстанцев и колониальных войск. Испанцы одержали верх и сожгли город; многие жители города стали беженцами.
В 1898 году город, так же, как и остальные Филиппины, был захвачен американскими войсками. В 1918 году Сан-Хосе получил права небольшого города (англ. town). Во время правления американской администрации город начал развиваться, были построены образовательные учреждения, промышленные предприятия. Во время Второй мировой войны город стал опорным пунктом филиппинских партизан, боровшихся против японских войск.

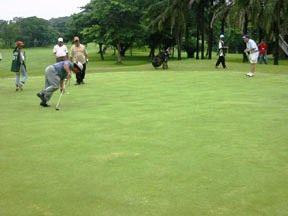
Площадка для гольфа.

После войны и получения Филиппинами независимости город подвергался нападениям (в 1950—1951 гг.) со стороны боевых отрядов коммунистической организации Хукбалахап. После разгрома Хукбалахапа в 1954 году угроза сошла на нет.

## Экономика
Современный Сан-Хосе является довольно развитым городом по филиппинским меркам. Основу экономики города составляют торговля, финансовый сектор, пищевая промышленность и телекоммуникации. 10 сентября 2000 года получил статус города (англ. city). 